# República Socialista Soviética Moldava Pridnestroviana
La República Socialista Soviética Moldava Pridnestroviana (RSSMP), llamada también como Moldavia Pridnestroviana o Transnistria soviética, fue una entidad no reconocida creada en la periferia oriental de la República Socialista Soviética de Moldavia en 1990 por separatistas prosoviéticos que esperaban permanecer dentro de la Unión Soviética cuando quedó claro que la RSS de Moldavia lograría la independencia de la URSS y posiblemente se uniría a Rumanía. La RSSMP nunca fue reconocida como una república soviética por las autoridades de Moscú o Chisináu. En 1991, la Unidad territorial autónoma con un estatus jurídico especial Transnistria sucedió a la República Socialista Soviética de Moldavia Pridnestroviana.

## Historia
La República Socialista Soviética de Moldavia, de la que se separó la RSSMP, se creó en 1940 tras la anexión soviética del territorio perteneciente al Reino de Rumania. Cuando Besarabia fue cedida a la Unión Soviética como resultado de un ultimátum, se combinó con una franja de tierra en la margen izquierda del Dniéster que había formado el núcleo de la República Socialista Soviética Autónoma de Moldavia, una república autónoma de la República Socialista Soviética de Ucrania con Tiráspol como capital ejecutiva, durante todo el período de entreguerras.
El territorio recién fusionado se convirtió en la República Socialista Soviética de Moldavia y rápidamente fue sovietizado. En este proceso de colectivización y "deskulakización", la margen izquierda del Dniéster tenía una clara ventaja: el territorio había sido colectivizado durante el Primer Plan Quinquenal durante la década de 1930, había disfrutado de una industrialización razonable y contaba con cuadros relativamente experimentados y dignos de confianza.
La RSS de Transnistria se formó sobre la base de lo que Terry Martin ha denominado el "Principio de Piamonte" soviético al crear una "patria" para los moldavos al otro lado de la frontera rumana, el liderazgo soviético esperaba avanzar en sus reclamos sobre territorio rumano. Si bien el papel de la RSSM en la eventual incorporación de esta tierra a la Unión Soviética fue insignificante —el ultimátum soviético a Rumania no mencionó a la nación moldava, y mucho menos utilizó su derecho a la autodeterminación nacional como justificación para la invasión—, la antigua república autónoma proporcionó una élite soviética lista para asumir el liderazgo en la nueva república de la unión.
En la segunda mitad de la década de 1980, Mijaíl Gorbachov sentó el contexto político de la guerra de Transnistria y redefinió el proceso político en las repúblicas unidas con una serie de reformas que comprendían su programa para la perestroika. Si bien pretendía revigorizar el sistema soviético, la perestroika también socavó la fuerza de las instituciones clave que proporcionaban el control central de la Unión Soviética.  Al socavar inadvertidamente el poder del partido comunista, Gorbachov sentó las bases para una devolución del poder a una estructura estatal federada que resultó esencialmente en la devolución del poder a los gobiernos de las quince repúblicas soviéticas. Esta devolución del poder centralizado a las legislaturas republicanas fue acompañada por una explosión simultánea de participación masiva en el debate ahora abierto sobre el futuro soviético.
En la República Socialista Soviética de Moldavia, como en el resto de la Unión Soviética, la actividad política se expresaba de diversas formas, incluida la organización de grupos y clubes independientes del gobierno que durante mucho tiempo había negado el derecho de asociación a cualquier tipo de organización civil. Dos conjuntos de preocupaciones fueron particularmente prominentes en los debates que acompañaron la apertura del diálogo político a fines de la década de 1980. El primero fue la preocupación por la devastación ecológica tan característica de la sociedad industrial soviética. La segunda preocupación, cada vez más importante, giraba en torno al idioma moldavo y si era distinto del idioma rumano o no, y la herencia nacional, que muchos sentían que había sido trabada por la dominación soviética y rusa.
Estas preocupaciones se expresaron en el activismo del Movimiento Moldavo en Apoyo de la Reestructuración un movimiento de la intelectualidad orientado principalmente hacia la liberalización económica y política generalizada y el Club Literario y Musical Alexei Mateevici, que reunió a destacadas figuras culturales y políticas, activistas y ciudadanos para celebrar y discutir la lengua, la literatura y la historia de los moldavos.  El renacimiento cultural fue solo uno de los temas defendidos por tales informales a principios de 1988. Sin embargo, durante el transcurso de ese año los acontecimientos alrededor de la Unión Soviética, y en particular los enfrentamientos sangrientos entre armenios y azeríes en el Alto Karabaj y el pogrom contra Armenios en Sumgait, puso cada vez más en primer plano las cuestiones étnicas en la prensa sindical. En Moldavia, los movimientos sociales comenzaron a centrarse cada vez más en tres cuestiones relacionadas con el idioma: la identidad del idioma moldavo y si estaba separado del idioma rumano o no, la artificialidad del uso del alfabeto cirílico para este supuesto idioma moldavo y la necesidad que el moldavo obtenga el carácter de idioma oficial de la república. En junio de 1988, el gobierno republicano de Moldavia comenzó a seguir el ejemplo de los líderes de los movimientos sociales y a discutir estos temas, desencadenando los eventos que culminaron con la creación del estado de Transnistria.
La movilización social llegó tarde a las ciudades del este que se convirtieron en los centros de la actividad pro-pridnestroviana (mediados de 1989) y siguió un modelo diferente al que siguió en el oeste (Besarabia) de Moldavia. La movilización social en Tiráspol y Tighina (Bender) se logró principalmente a través de redes de trabajo denominadas Consejos Colectivos de Trabajo, Sóviets Colectivos de Trabajo (sovety trudovykh kollektivov, STK). La movilización en Transnistria fue una reacción a la movilización de avivamiento nacional en Bessarabian Moldavia. Los trabajadores de habla rusa en las fábricas del este y los moldavos con una fuerte identificación con el estado soviético utilizaron consejos colectivos de trabajo para organizar la oposición a los renovadores nacionales en la capital moldava. Los consejos fueron creados en toda la Unión Soviética en 1987 con la "Ley de Empresas del Estado" como parte de las reformas de la perestroika. Tenían la intención de fomentar la democratización y aumentar la eficiencia en la industria soviética. Sin embargo, también fueron foros de debate listos para usar y proporcionaron una estructura que los activistas utilizaron para tomar el control de la industria moldava a fines de 1989. Los movimientos de reactivación nacional se crearon esencialmente desde cero y fueron dirigidos por figuras culturales. El "internacionalista"

## Idioma
Recién empoderado por el debilitado PCUS y cada vez más presionado por el movimiento ascendente por el despertar nacional, el Sóviet Supremo de la República Socialista Soviética de Moldavia (que se convirtió en la legislatura moldava en junio de 1990) anunció la creación de un organismo: la Comisión Interdepartamental para el Estudio de la Historia y los Problemas. del Desarrollo del moldavo—para investigar la cuestión del idioma y hacer recomendaciones. Con el personal rumano de Moldaviaélite cultural, la comisión recomendó que el gobierno republicano aceptara los tres puntos de las demandas de los activistas nacionales. (Es decir, (1) la identidad de los idiomas moldavo y rumano, (2) la artificialidad del uso del alfabeto cirílico para el idioma moldavo y (3) la necesidad de que el moldavo reciba el carácter de idioma oficial de la república Véase más arriba.) Armado con estas recomendaciones, el Sóviet Supremo solicitó que el proyecto de ley se presentara en marzo para "discusión pública" de las propuestas "antes de la próxima sesión del Sóviet Supremo" en agosto. Este movimiento no hizo nada para disipar la tensión inevitable involucrada con el proyecto mismo. Los defensores se movilizaron para ampliar el papel legalmente protegido del idioma estatal y presionar al Sóviet Supremo para que reconociera la identidad de los moldavos y los rumanos, mientras que los opositores se movilizaron para proteger el statu quo legal. Otro borrador filtrado en agosto aumentó aún más las tensiones porque sus oponentes creían que era incluso más pronacionalista y radical que el primer borrador. 
La ley fue aprobada en una tormentosa sesión del Sóviet Supremo el 31 de agosto de 1989. Declaraba que "El idioma estatal de la República Socialista Soviética de Moldavia es el moldavo. El idioma estatal se utiliza en la vida política, económica, social y cultural y funciona sobre la base del alfabeto latino ".  Sin embargo, prometió la protección del ruso y otros idiomas de las poblaciones minoritarias de Moldavia. La aprobación de las leyes lingüísticas estuvo acompañada de manifestaciones masivas fuera del edificio de la legislatura en Chisináu con más de 500.000 personas reunidas en una "Gran Asamblea Nacional" en la Plaza de la Victoria de Chisináu, fuera del edificio del Sóviet Supremo para mostrar su apoyo. En otras partes de Chisináu y otras ciudades, manifestaciones más pequeñas expresaron su oposición. La oposición más eficaz se presentó en forma de un movimiento huelguístico masivo que se originó en la ciudad de Tiráspol, en Transnistria.

## Elecciones de 1990

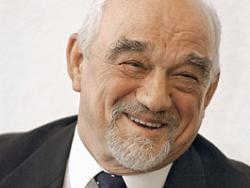
Ígor Smirnov, el primer presidente de Transnistria

Las elecciones de febrero de 1990 resultaron ser un punto de inflexión en el conflicto entre Moldavia y Transnistria. En estas elecciones, los activistas nacionales ganaron una gran cantidad de escaños en el Sóviet Supremo Republicano (legislatura republicana), así como en el consejo de la ciudad de Chisináu, mientras que los partidarios de OSTK obtuvieron una victoria abrumadora en los consejos de las ciudades de las grandes ciudades del este. Con el partido comunista severamente debilitado, la OSTK, en esencia, tomó el control del gobierno local en Transnistria.
Las propias elecciones iban a desarrollarse con un nivel de libertad sin precedentes. A lo largo de la Unión Soviética, las elecciones de 1990 trajeron sangre nueva al gobierno soviético y Moldavia no fue una excepción. El registro de candidatos se hizo de una manera nueva y más abierta y los candidatos tenían una libertad sin precedentes para hacer campaña y distinguirse de los competidores. En general, un especialista ha juzgado que las elecciones de 1990 en Moldavia fueron relativamente "bastante abiertas". 
Cuando se contaron los votos después del 25 de febrero, en toda la república, el gran ganador fue el Frente Popular de Moldavia y sus aliados en el reformista del Partido Comunista de Moldavia. De los 380 escaños del Sóviet Supremo de la República Socialista Soviética de Moldavia, el Frente Popular controlaría 101, o alrededor del 27 por ciento. Los internacionalistas también tuvieron una buena actuación, capturando casi 80 escaños, el 21 por ciento. Sin embargo, mientras ambos bandos reclamaban el apoyo de aquellos que no estaban vinculados formalmente a sus organizaciones, el Frente Popular tenía muchos más aliados. El Partido Comunista tuvo una actuación más decepcionante, si no insignificante, con 53 de los escaños parlamentarios para miembros del aparato del partido y con sus miembros representando el 83 por ciento de los elegidos. Sin embargo, lo que es de interés para este capítulo es que en 1990, cuando la república se polarizó hasta el punto del cisma en septiembre, los trabajadores del aparato que fueron elegidos rápidamente se alinearon con el Frente Popular y la dirección parlamentaria, o con la oposición liderada por OSTK. No hubo una correlación significativa entre el trabajo del aparato y cualquiera de los movimientos.
En Transnistria, la OSTK tuvo un gran éxito. La organización fue particularmente popular en la ciudad conservadora de Tiráspol. Mirando los anuncios electorales publicados en Tiraspol Dnestrovskaia Pravda revela que de las 40 personas que publicaron anuncios en ese periódico entre enero y marzo de 1990, 22 (55 por ciento) mencionaron ser miembros de la OSTK, 21 (95 por ciento) de los cuales ganaron sus escaños. De los 18 que no mencionaron a la OSTK en sus anuncios, solo 3 (16 por ciento) obtuvieron sus escaños. Además, en esta elección Igor Smirnov, el primer presidente de la República Socialista Soviética de Moldavia Pridnestroviana, primero se postuló con éxito para un cargo público. Para ilustrar el punto de que la elección marcó el cambio en el liderazgo de la ciudad del Partido Comunista al de la OSTK, es importante señalar que Smirnov se postuló para el puesto de presidente del consejo de la ciudad (jefe del gobierno local) contra el secretario del comité del Partido Comunista de la ciudad; en la sesión del 23 de marzo que decidió el tema, Smirnov asumió la presidencia con 86 de los 134 votos, derrotando a Leonid Turcan con el 64% de los votos.  Los eventos en Tighina y Rîbnița fueron similares, con los líderes de OSTK tomando el control del gobierno local. Sin embargo, la OSTK tenía un control tenue en el gobierno de la ciudad de Dubasari y era una minoría en algunos de los distritos más rurales.